# Pterolebias
Pterolebias – rodzaj ryb karpieńcokształtnych z rodziny strumieniakowatych (Rivulidae).

## Klasyfikacja
Gatunki zaliczane do tego rodzaju:
- Pterolebias hoignei
- Pterolebias longipinnis – zagrzebiec długopłetwy[3]
- Pterolebias phasianus
- Pterolebias zonatus